# NGC 6422
NGC 6422 este o galaxie situată în constelația Dragonul. A fost descoperită în 1 august 1883 de către Lewis A. Swift. Se află la o distanță de 108,97 megaparseci de Pământ.